# Alan Miller (sciatore)
Alan J. Miller (Ogden, 4 agosto 1940 – Ogden, 30 luglio 2021) è stato uno sciatore alpino statunitense.

## Biografia
Sciatore polivalente figlio di Earl, a sua volta sciatore alpino, Alan Miller gareggiò nel circuito universitario nordamericano (NCAA), rappresentando l'Università dello Utah; in ambito internazionale debuttò in occasione dei Nor Am Championships 1959 (Squaw Valley, 21-23 febbraio), dove si classificò 17º nella discesa libera e 21º nello slalom gigante, e disputò le sue ultime gare alla Harriman Cup 1963 (Sun Valley, 29-31 marzo), dove si piazzò 10º nella discesa libera, 11º nello slalom gigante e non completò lo slalom speciale. Non prese parte a rassegne olimpiche o iridate.

## Palmares

### Campionati statunitensi
- 1 medaglia (dati parziali):
  - 1 bronzo (discesa libera nel 1960[4])